# Nurtschweg
Der Nurtschweg ist ein Prädikatswanderweg zwischen Waldsassen und Waldmünchen. Er verläuft durch den Oberpfälzer Wald entlang der deutsch-tschechischen Grenze.

## Geschichte
Der Nurtschweg wurde nach Johann Baptist Nurtsch benannt. Nurtsch wurde 1872 in Floß geboren. Er war Postbeamter, Naturliebhaber und Heimatforscher in Weiden. Er untersuchte speziell die Pfade und Wege von Paschern, Kriegsvolk, Händlern und Pilgern im Oberpfälzer Wald. Der nach ihm benannte Wanderweg wurde von ihm erschlossen und führt durch die von ihm erforschte Gegend. 2007 wurde der Nurtschweg als Variante 1 des Goldsteiges ausgewiesen. Außerdem wurde er in den Europäischen Fernwanderweg E6 und in den Jerusalemweg integriert. 2013 wurde der Nurtschweg vom Verband Deutscher Gebirgs- und Wandervereine zertifiziert.

## Verlauf
Der Nurtschweg startet an der von Georg Dientzenhofer erbauten Kappl. Er führt über Waldsassen, Maiersreuth, Bad Neualbenreuth, Altmugl, Mähring, Griesbach, Bärnau, Silberhütte, Waidhaus, Eslarn, Lindau, Friedrichshäng, Stadlern, Charlottenthal, Lenkenthal, Steinlohe, Eglsee nach Waldmünchen.

## Sehenswürdigkeiten am Nurtschweg
Kappl (Waldsassen), Stiftsbasilika Waldsassen, Grenzlandturm, St. Nikolaus (Bärnau), Mariä Himmelfahrt (Eslarn), Wildpark Eslarn, Wüstung Bügellohe mit Ascha-Quelle, Böhmerwaldturm, Burgruine Reichenstein (Oberpfalz), Wallfahrtskirche Mariä Himmelfahrt (Stadlern), Perlsee, Schloss Waldmünchen.

## Landkreise am Nurtschweg
- Landkreis Tirschenreuth
- Landkreis Neustadt an der Waldnaab
- Landkreis Schwandorf
- Landkreis Cham[7]